# El trencacors
El trencacors  (original: The Heartbreak Kid) és una pel·lícula estatunidenca estrenada el 1972 dirigida per Elaine May i doblada al català

## Argument
Lenny s'acaba de casar. Troba i s'enamora de Kelly mentre que és en lluna de mel.
Lenny vol separar-se de la seva dona per seduir Kelly, però xoca amb el pare d'aquesta.

## Repartiment
- Charles Grodin: Lenny Cantrow
- Cybill Shepherd: Kelly Corcoran
- Jeannie Berlin: Lila Kolodny
- Eddie Albert: M. Corcoran

## Premis i nominacions
L'American Film Institute la va classificar la 91a entre les 100 pel·lícules americanes més divertides.

### Nominacions
- 1973. Oscar al millor actor secundari per Eddie Albert[3]
- 1973. Oscar a la millor actriu secundària per Jeannie Berlin[3]
- 1973. Globus d'Or al millor actor musical o còmic per Charles Grodin
- 1973. Globus d'Or a la millor actriu secundària per Jeannie Berlin
- 1973. Globus d'Or al millor guió per Neil Simon

## Remake
Un remake de la pel·lícula va ser rodat el 2007 pels Germans Farrelly, The Heartbreak Kid , amb Ben Stiller al paper principal.